# Cerkev sv. Martina, Bled
Cerkev sv. Martina je rimskokatoliška cerkev na Bledu. Sedanja cerkev je bila zgrajena med letoma 1903 in 1905 ter posvečena 28. avgusta 1905. Pred cerkvijo stoji vrtno znamenje Marije, ki ga je zasnoval Jože Plečnik. Cerkev sv. Martina je župnijska cerkev in ima dve podružnici: cerkev sv. Andreja na Rečici in cerkev Matere Božje, Kraljice na Blejskem otoku.

## Zgodovina
Stara cerkev sv. Martina se prvič omenja leta 1345. Pred tem naj bi na istem mestu stala lesena kapela. V 15 stoletju so staro romansko cerkev prezidali. Cerkev je bila razmeroma majhna, v dolžino je merila 22 m, v širino pa 9 m. V 17. stoletju so cerkev dozidali. V cerkvi so bili takrat 4 oltarji, ki so bili posvečeni sv. Martinu, sv. Antonu in sv. Mariji, kraljici rožnega venca. V stari cerkvi so bile tudi dragocene freske svetnikov s prizori iz njihovega življenja. Stara cerkev je bila sedež fare od 1469 do 1903.
Od leta 1842 se je govorilo o  gradnji nove cerkve. Župnik Janez Oblak se je leta 1896 resno lotil priprav. Staro cerkev so leta 1903 podrli, ljubljansko podjetje Brata Toenis pa je v dveh letih zgradilo novo. Cerkev je 28. avgusta 1905 posvetil škof Bonaventura Jeglič.

## Oprema cerkve
Nova cerkev je bila zgrajena v gotskem slogu. Dolga je 37,2 m, široka 17,2 m ter 24 m pri obeh kapelah. Cerkev je visoka 13 m, njen zvonik pa 57 m. Cerkev ima en glavni in en stranski vhod ter en vhod v zakristijo.
V cerkvi so bili štirje oltarji, a so četrtega leta 1933 odstranili. Glavni oltar je izdelan iz kararskega marmorja in je delo avstrijskega kamnoseka Fellnerja iz Leobna. Stranska oltarja sta delo domačega kamnoseka Janeza Vurnika. Levi oltar je posvečen Srcu Jezusovem, desni pa Materi božji.
V notranjosti cerkev je 15 visokih gotskih oken, na katerih so napisana imena darovalcev. Nad vhodnimi vrati je skulptura sv. Martina, ki seka svoj plašč, da bi ga podaril beraču.
Leta 1910 je orglarski mojster Ivan Milavec postavil orgle z 32 registri.
Freske je med leti 1932 in 1940 izdelal akademski slikar Slavko Pengov. Nad glavnim oltarjem je upodobil 12 apostolov. Nad severnim oratorijem je naslikan speči sv. Martin, ki se mu prikaže Jezus s polovico plašča, nad južnim oratorijem pa umirajoči škof Martin. 
Sredi cerkve visi lestenec, ki ga je zasnoval arhitekt Ivan Pengov, sin kiparja Ivana Pengova.